# Martiri del Laos
I Martiri del Laos sono diciassette fra sacerdoti e laici cattolici, uccisi nello stato asiatico dal 1954 al 1970 da parte di guerriglieri comunisti del movimento Pathet Lao. Sono venerati come beati dalla Chiesa cattolica.

## Storia
L'evangelizzazione del Laos, iniziata nel 1642 grazie al gesuita Gian Maria Leria, incontrò a lungo difficoltà, tanto che solo nella seconda metà del 1800 nacquero le prime piccole stazioni missionarie, create dai religiosi della Società per le missioni estere di Parigi. La prima missione stabile risale però al 1885, data che segna l'inizio ufficiale della Chiesa cattolica laotiana, precisamente a Ban Dorn Don.
Missionari oblati di Maria Immacolata di nazionalità francese giunsero nel 1935. Nel 1938 furono erette dalla Santa Sede le prefetture apostoliche di Vientiane e Luang Prabang, mentre nel 1952 nacque un vicariato apostolico. Nel 1957 arrivarono i primi sei missionari italiani, confratelli di quelli francesi. Il Laos ottenne l'indipendenza nel 1953, ma iniziò un periodo di lotte interne, dovute soprattutto all'attività dei guerriglieri comunisti del movimento politico filocinese Pathet Lao. Nel 1959 tutti i missionari ricevettero dalla Santa Sede l'ordine di restare al proprio posto, nonostante le persecuzioni in corso, e molti di loro furono uccisi in odium fidei.

## Nomi dei martiri
- Mario Borzaga, sacerdote dei Missionari oblati di Maria Immacolata, † fine di aprile 1960.
- Paul Thoj Xyooj, catechista, † fine di aprile 1960.
- Joseph Thao Tiên, sacerdote diocesano del Vicariato di Muang Sôi (Vietnam), † Ban Ta Lang, 2 giugno 1954.
- Jean-Baptiste Malo, sacerdote della Società per le missioni estere di Parigi, † Yên Hội, 28 marzo 1954.
- René Dubroux, sacerdote della Società per le missioni estere di Parigi, † Palay, 19 dicembre 1959.
- Louis Leroy, sacerdote dei Missionari oblati di Maria Immacolata, † Ban Pha, 18 aprile 1961.
- Michel Coquelet, sacerdote dei Missionari oblati di Maria Immacolata, † Sop Xieng, 20 aprile 1961.
- Joseph Outhay Phongphumi, catechista, † Phalane, Laos, 27 aprile 1961.
- Noël Tenaud, sacerdote della Società per le missioni estere di Parigi, † Phalane, Laos, 27 aprile 1961.
- Vincent L'Hénoret, sacerdote dei Missionari oblati di Maria Immacolata, † Ban Ban / Muang Kham, 11 maggio 1961.
- Marcel Denis, sacerdote della Società per le missioni estere di Parigii, † Kham Hè, 31 luglio 1961.
- Jean Wauthier, sacerdote dei Missionari oblati di Maria Immacolata, † Ban Na, 16 dicembre 1961.
- Thomas Khampheuane Inthirath, apprendista catechista, † Paksong, 12 maggio 1968.
- Lucien Galan, sacerdote della Società per le missioni estere di Parigi, † Paksong, 12 maggio 1968.
- Joseph Boissel, sacerdote dei Missionari oblati di Maria Immacolata, † Hat I-Et, 5 luglio 1969.
- Luc Sy, catechista e padre di famiglia, † Den Din, 7 marzo 1970.
- Maisam Pho Inpèng, padre di famiglia, † Den Din, 7 marzo 1970.

## Il culto
La beatificazione dei diciassette martiri è avvenuta domenica 11 dicembre 2016 a Vientiane, nel Laos, presieduta, in qualità di inviato del papa, dal cardinale Orlando Beltran Quevedo, arcivescovo di Cotabato nelle Filippine e Missionario Oblato di Maria Immacolata. La loro memoria liturgica è fissata al 16 dicembre, anniversario del martirio di padre Jean Wauthier.